# Frida Nacinovich
Frida Nacinovich (Pisa, 24 agosto 1971) è una giornalista e scrittrice italiana.

## Biografia
Nata a Pisa, da una famiglia originaria dell'Istria, il padre Mauro è un matematico, già allievo della Scuola Normale Superiore, quindi professore all'Università di Pisa ed attualmente ordinario di geometria all'Università degli Studi di Roma "Tor Vergata". Nel 1995 inizia l'attività giornalistica collaborando con i quotidiani Liberazione, il Manifesto, e con il mensile "I Ciompi". Nel 1996 è responsabile dell'ufficio stampa della Festa nazionale di Liberazione a Pisa, e dall'anno successivo, il 1997, amplia la collaborazione con "Liberazione" con servizi e corrispondenze dalla Toscana e dal capoluogo Firenze. 
Nel 1998 viene assunta come praticante presso la redazione del quotidiano Liberazione a Roma. Nel 2000 diviene giornalista professionista. Con direttore Sandro Curzi, ricopre il ruolo di inviata parlamentare, seguendo e raccontando anni di vita politico-parlamentare italiana, intervistando tutti i protagonisti, ministri e segretari di partiti. A partire da Francesco Cossiga che - alla fine del '98 - assicurò la fiducia al governo D'Alema. Racconta per Alessandro Curzi - e poi per Piero Sansonetti - il cammino dei governi Berlusconi dalla primavera-estate 2001. È stata inviata al G8 di Genova e al G8 dell'aquila subito dopo il tragico terremoto abruzzese dell'aprile 2009. Ha elaborato approfondimenti specifici sulle forze politiche del centrodestra, in particolare la Lega, seguendo i raduni di Pontida, le manifestazioni di protesta degli allevatori, scrivendo piccole inchieste sul nord-est. Ha raccontato il percorso politico di Gianfranco Fini da leader di Alleanza nazionale a vicepremier, poi primo ministro degli esteri ex msi, presidente della Camera, fondatore di Fli. Ha scritto sui congressi di Forza Italia, da quello di Assago allo scioglimento nel Pdl alla fiera di Roma. Ha raccontato, da inviata, i problemi sociali del paese, come il muro costruito a Padova a causa della difficile convivenza fra italiani e immigrati. Ha scritto le grandi manifestazioni politico sindacali, come quella del 2003 a Roma organizzata dalla Cgil al circo massimo quando segretario era Sergio Cofferati. Sul fronte del centrosinistra ha seguito l'incerto cammino del secondo governo Prodi, l'ultimo congresso dei Ds a Firenze prima della nascita del Pd, le divisioni e infine l'uscita dal parlamento delle forze di sinistra. Ha intervistato più volte sindaci e presidenti di Regione, Enrico Rossi, Giuliano Pisapia, Luigi De Magistris. Ha seguito le campagne referendarie, dal referendum costituzionale del 2006 a quelli per l'acqua pubblica, contro il nucleare 2011.
Nel 2000 è coautrice del libro edito dalla Graphos "Ditelo a Sparta", sulla guerra nei Balcani, assieme a Giovanni Sartori, Giulio Andreotti, Luciano Canfora, Massimo Fini, Alain De Benoist. Nello stesso anno è vincitrice del premio Sulmona di giornalismo.
Nel 2003 cura e presenta la rassegna stampa mattutina in video su Sky Tg24. Collabora, realizzando servizi, con le trasmissioni Rai di Anna La Rosa "Alice e le altre" e "Telecamere", e con radio e testate locali.
Nel 2012 partecipa alla stesura del libro "Una finestra al quarto piano", con Franco Garufi, e Andrea Montagni, Roma, Ediesse, 2012. Un viaggio nel Mezzogiorno dal punto di vista del lavoro e un'occasione per riflettere sulla CGIL in una stagione di cambiamenti epocali.
Nel 2014 scrive "Le cinque bandiere" (1967-2013) con Andrea Montagni, Milano, Edizioni Punto rosso.
È notista politica del mensile telematico "Reds" pubblicato dalla sinistra sindacale della Filcams Cgil, la categoria del commercio. Nell'aprile 2013 è direttrice del settimanale on line di informazione sindacale "l'officina del lavoro" Dal 2014 sul bisettimanale della sinistra sindacale Cgil continua a raccontare il lavoro nell'epoca della crisi: dall'ingegnere neolaureato che ringrazia la sua buona stella per essere stato assunto come commesso in un supermercato alla ragazza trentenne, con la dotazione di serie che oggi comprende laurea e master, che finisce per lavorare in una catena di abbigliamento come finta imprenditrice di se stessa. Un mondo raccontato attraverso la lente di ingrandimento di chi non è solo lavoratore ma anche delegato sindacale, sempre in produzione.
Per il trimestrale della Fondazione Toscana spettacoli "Il teatro e il mondo" intervista registi e attori, dal nuovo consulente artistico del Piccolo Teatro di Milano, Stefano Massini a Valerio Binasco, passando per il direttore artistico del Teatro dell'Archivolto di Genova, Giorgio Gallione, Antonio Albanese, Aniello Arena, Salvatore Striano.